# 美杉村

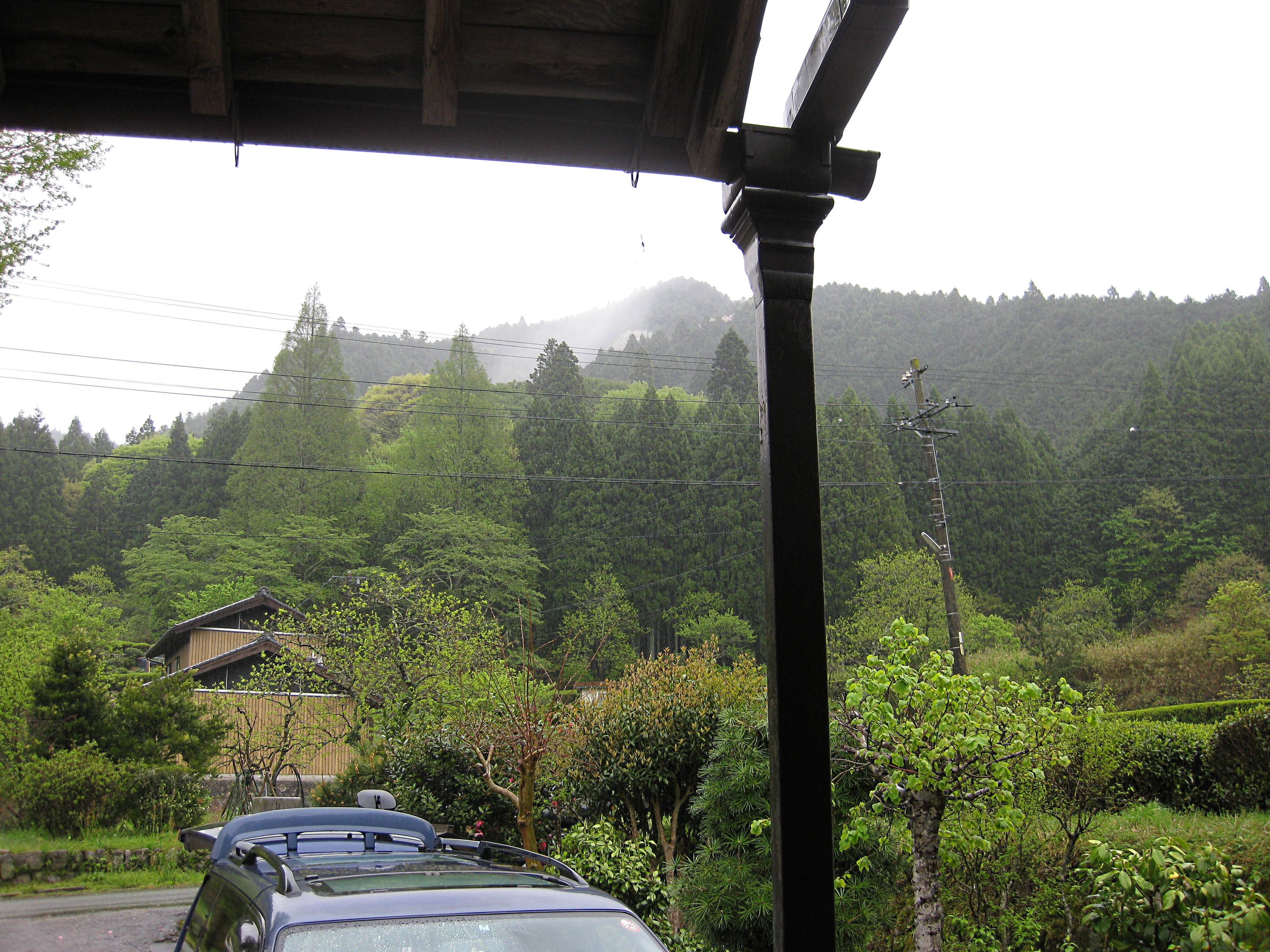
下之川不動之口の風景。

美杉村（みすぎむら）は、三重県一志郡にあった村。2006年1月1日に旧・津市等10市町村で合併し津市となり廃止された。

## 地理
- 河川：名張川、雲出川

## 歴史
- 1955年（昭和30年）3月15日 - 竹原村・八知村・太郎生村・伊勢地村・八幡村・多気村・下之川村が合併して発足。
- 2006年（平成18年）1月1日 - 津市・久居市・安芸郡河芸町・芸濃町・美里村・安濃町・一志郡香良洲町・一志町・白山町と合併し、改めて津市が発足。同日美杉村廃止。

## 行政
- 村長：結城敏

### 分村合併問題
美杉村は2006年1月1日付けで津市の一部となったが、村西部の太郎生地区（旧太郎生村）は、他の地区と山地によって隔てられ、また河川の流域も他の地区では伊勢湾に注ぐ雲出川の流域であるのに対し、太郎生地区は淀川水系の名張川流域に属し、さらに名張市へ約15kmに位置するため、太郎生地区は生活圏・経済圏などで名張市との結びつきが強い。このため、住民が名張市との法定合併協議会設置を求める住民発議を起こしたが、両市村議会が合併協議会設置案を否決し、分村合併は日の目を見なかった。

## 学校
中学校
- 美杉村立美杉中学校

小学校
- 美杉村立太郎生小学校
- 美杉村立美杉東小学校
- 美杉村立美杉南小学校

## 交通

### 鉄道
- 東海旅客鉄道
  - 名松線：伊勢竹原駅 - 伊勢鎌倉駅 - 伊勢八知駅 - 比津駅 - 伊勢奥津駅

### 道路
一般国道
- 国道368号
- 国道422号

三重県道
- 主要地方道
  - 15号久居美杉線
  - 29号松阪青山線
  - 30号嬉野美杉線
  - 39号青山美杉線
  - 43号一志美杉線
- 一般県道
  - 666号八知下多気一志線
  - 667号太郎生伊勢八知停車場線
  - 695号奥津飯高線
  - 755号老ヶ野古田青山線

## 名所・旧跡・観光スポット・祭事・催事

### 名所・旧跡・観光スポット
- 赤目一志峡県立自然公園
- 大洞山
- 川上山若宮八幡宮
- 倶留尊山
- 霧山城跡
- 北畠神社
- 君ヶ野ダム
- 三多気の桜
- 城山クラインガルテン
- 日神石仏群

### 祭事・催事
- 三多気権現精神祭
- 三多気さくら祭
- 川上山若宮八幡宮春祭
- 国津神社大祭
- 北畠神社大祭

## その他
- 美杉村を舞台とした小説「神去なあなあ日常」（三浦しをん著・徳間書店）がある。
- 映画『WOOD JOB! 〜神去なあなあ日常〜』が、2014年5月10日(土)公開された。

## 出身者
- 伊多波武助二代目 - 江戸時代秋田藩の豪商-美杉村の竹原出身
- 日置達郎 - 実業家・札幌かに本家社長[1]。
- 篠原誠 - 電通クリエイティブ・ディレクター、CMプランナー
- 出口治明 - ライフネット生命創業者
- 岡野弘彦 - 歌人
- 三浦佑之 - 日本文学者